# Ewa Beach
Ewa Beach är en ort (CDP) i Honolulu County, Hawaii, USA som hade14 995 invånare år 2010. Ewa Beach ligger på ön Oahus sydkust, cirka 35 km väster om staden Honolulu.